# Kazimierz Doskoczyński
Treść tego artykułu może nie być zgodna z zasadami neutralnego punktu widzenia,
ponieważ informacje o przejmowaniu się losem zwykłych ludzi albo hojności są sformułowane w sposób wykraczający poza opis postaci z neutralnego punktu widzenia.
Dokładniejsze informacje o tym, co należy poprawić, być może znajdują się w dyskusji tego artykułu.
 Po wyeliminowaniu niedoskonałości należy usunąć szablon {{Dopracować}} z tego artykułu.
Kazimierz Doskoczyński (ur. 23 września 1922 w Jamnej na Huculszczyźnie, zm. 7 sierpnia 2000 w Warszawie) – oficer Ludowego Wojska Polskiego, komendant rządowych ośrodków wypoczynkowych w Łańsku, Arłamowie, Trójcy i Mucznem.

## Życiorys
Urodził się w ubogiej rodzinie Józefa i Franciszki Doskoczyńskich. Ojciec był kamieniarzem, a matka praczką. Kazimierz Doskoczyński miał trójkę rodzeństwa (brata i dwie siostry). W 1926 osierocony przez ojca. Po ukończeniu kilku klas szkolnych podjął pracę. W 1943 związał się z Armią Ludową oraz radzieckim oddziałem partyzanckim Sidora Kowpaka. Od 1944 służył w Wojsku Polskim, brał udział "w walce z bandami i reakcyjnym podziemiem" od 13 maja 1944 do 31 grudnia 1947. Od 1949 w Ministerstwie Bezpieczeństwa Publicznego – Departament Ochrony Rządu MBP, następnie od 1954 w Ministerstwie Spraw Wewnętrznych – Departament VIII KdsBP (ds. ochrony rządu). Od listopada 1956 po likwidacji Departamentu VIII KdsBP w BOR.
W tym czasie skończył wieczorowe liceum, przyspieszoną Oficerską Szkołę Polityczno-Wychowawczą, a następnie Oficerską Szkołę Informacji Wojska Polskiego.
Od początku 1952 w ochronie osobistej Bolesława Bieruta. Już w lutym  1952  postrzelony w głowę, płuco i pachwinę przez schizofrenika, który próbował wedrzeć się do Belwederu i zażądać spotkania z Bierutem. Po rekonwalescencji został jako zaufany człowiek  Bolesława Bieruta komendantem rządowego ośrodka wypoczynkowego w Łańsku, a następnie ośrodków w Arłamowie, Trójcy i Mucznem. Swoje rządy w Bieszczadach rozpoczął od usuwania rolników i myśliwych z terenów ośrodka rządowego oraz ich grodzenia – nie tolerował bowiem osób postronnych na powierzonym sobie obszarze. Przez budowniczych i mieszkańców Doskoczyński został zapamiętany jako człowiek apodyktyczny, emocjonalny, często wulgarny i brutalny w obejściu, a zarazem hojny w obliczu dobrze wykonanej pracy. Lubił kontrolować, sprawdzać, był nieufny i podejrzliwy. Zwolennik porządku i dyscypliny, z usposobienia choleryk, miał doskonałą pamięć. Zapalony myśliwy, nie pozwalał na masowy odstrzał zwierzyny w podległych sobie kompleksach. Wbrew obiegowym opiniom, leżał mu na sercu los zwykłych ludzi. Pomógł np. w budowie szpitala w Ustrzykach Dolnych. Nigdy się nie ożenił, a bardzo rzadko widywano go w damskim towarzystwie (a i to wyłącznie na niwie służbowej).
W 1975, wraz z przejęciem przez Urząd Rady Ministrów rejonu Mucznego oraz (od 1978) Wołosatego, spowodował usunięcie bacówek i likwidację wypasu owiec w Siankach, Beniowej, Sokolikach Górskich, Tarnawie, Dźwiniaczu Górnym oraz wspomnianym Wołosatem. W Tarnawie Niżnej i Wołosatem zorganizował hodowlę bukatów, które sprzedawano następnie do Niemiec i Francji.
Osobę pułkownika wiązano ze zmianą nazw miejscowości południowo-wschodniej Polsce w 1977. Szczególnie Muczne, przemianowane na Kazimierzowo miało przejściowo posiadać nazwę utworzoną od imienia pułkownika. W istocie są to jednak wyłącznie spekulacje, brak bowiem jest źródeł dokumentujących rolę pułkownika w procesie administracyjnym. Istnieją zresztą przypuszczenia, że przesłanką do nadania takiej nazwy miała być analogia między Kazimierzem Wielkim jako tym, który zastał Polskę drewnianą a zostawił murowaną a komendantem Doskoczyńskim jako budowniczym Arłamowa, Trójcy i Mucznego. W latach 70. Doskoczyński był również szefem biura polowań Polskie Bory, organizującego w Polsce pobyt myśliwych z zachodniej Europy, którzy opłacali swój pobyt i możliwość odstrzału pożądanymi przez władze PRL dewizami.
Po upadku ekipy Gierka i Jaroszewicza, w połowie 1981 odwołany z zajmowanych stanowisk. Ostatni raz przybył w Bieszczady w 1999. Chory na cukrzycę, zmarł 7 sierpnia 2000 roku. Pochowany na wojskowych Powązkach (kwatera 28BII-4-27).
Nie było od wojny bardziej kontrowersyjnej postaci. Wysiedlał, pozbawiał pracy, gnoił. Ale też gospodarzył: hodował, budował, chronił (czasem niszczył). I pomagał: finansowo, rzeczowo, w dostępie do najlepszych lekarzy, w znalezieniu posady. Satrapa, pieniacz, filantrop, gołębie serce. Bez mała przez dekadę niepodzielnie dzierżył władzę w Bieszczadach.

## Awanse
- major – 1958
- pułkownik – 1966

## Ordery i odznaczenia
- Krzyż Walecznych
- Oficer Orderu Infanta Henryka (1976)[10].